# やまと山脈
やまと山脈（やまとさんみゃく、大和山脈、英: Yamato Mountains）は、南極大陸ドロンニング・モード・ランドの山脈。昭和基地から約300km南西に位置する。範囲は南緯71度14分 - 45分、東経35度25分 - 36度5分。標高は約1800m前後であり、最高峰は福島岳の2,470m。ベルギーのファビオラ王妃にちなんで、クイーン・ファビオラ山脈（英: Queen Fabiola Mountains, 仏: Monts Reine Fabiola）とも呼ばれる。
1937年2月6日、ノルウェーのラルス・クリステンセン隊が、飛行中に山脈を目撃したと報告したが、詳細な調査は行われず、未確認のまま「1937年山脈」という通称で呼ばれていた。1960年10月、ベルギー南極観測隊のギド・デローム（Guido Derom）らが、昭和基地への飛行中に存在を確認した。日本の南極観測隊の第4次越冬隊（鳥居鉄也越冬隊長）が1960年11月1日から12月15日にわたって初めて踏査した。
1961年2月、日本の南極地域観測統合推進本部はこの山脈を正式に「やまと山脈」と命名した。このとき、同時に「福島岳」および「みずほ平原」「白瀬氷河」も命名されている。一方、ベルギー隊では、山脈の存在を先に視認したこと、空中写真を撮影したことを根拠として山脈発見の優先権を主張し、1960年12月に「クイーン・ファビオラ山脈」と命名している。
日本の南極観測隊がこの山脈において、数千個の隕石を発掘、回収したが、この中には月が起源の隕石も多数含まれる。